# Альберто Грімальді
Альберто Грімальді (італ. Alberto Grimaldi, 28 березня 1925, Неаполь — 23 січня 2021) — італійський кінопродюсер.
Народився в Неаполі. Кар'єру продюсера почав на початку 1960-х років. Був продюсером стрічок багатьох відомих режисерів, більшість з яких згодом стали класикою світового кінематографа, таких як «На декілька доларів більше» (1965, реж. Серджо Леоне), «Хороший, поганий, злий» (1966, реж. Серджо Леоне), «Останнє танго в Парижі» (1972, реж. Бернардо Бертолуччі).

## Фільмографія
- 1962 — Тінь Зорро / L'ombra di Zorro
- 1965 — Золото давніх інків / Das Vermächtnis des Inka
- 1965 — На декілька доларів більше / Per qualche dollaro in più
- 1966 — Здавайся і розрахуйся / El halcón y la presa
- 1966 — Хороший, поганий, злий / Il Buono, il brutto, il cattivo
- 1967 — Вибачте, займемося коханням? / Scusi, facciamo l'amore?
- 1967 — Лицем до лиця / Faccia a faccia
- 1968 — Найманець / Il Mercenario
- 1968 — Шлях у вищий світ / Les Amours de Lady Hamilton
- 1968 — Три кроки у маренні / Tre passi nel delirio
- 1968 — Леді Гамільтон / Le calde notti di Lady Hamilton
- 1969 — Ребус / Rebus
- 1969 — Кеймада! / Queimada!
- 1969 — Сабата / Ehi amico… c'è Sabata, hai chiuso!
- 1969 — Сатирикон / Satyricon
- 1971 — Декамерон / Il Decameron
- 1972 — Кентерберійські оповідання / I Racconti di Canterbury
- 1972 — Останнє танго в Парижі / Ultimo tango a Parigi
- 1972 — Чоловік з Ламанчі / L'uomo della Mancha
- 1973 — Квітка тисячі й однієї ночі / Il Fiore delle mille e una notte
- 1975 — Двадцяте століття / Novecento
- 1975 — Даллас / Dallas
- 1975 — Сало, або 120 днів Содому / Salò o le 120 giornate di Sodoma
- 1976 — Казанова Федеріко Фелліні / Il Casanova di Federico Fellini
- 1976 — Ясновельможні трупи / Cadavres exquis
- 1979 — Подорож з Анітою / Viaggio con Anita
- 1985 — Джинджер і Фред / Ginger e Fred
- 2002 — Банди Нью-Йорка / Gangs of New York